# Minota obesa
Minota obesa là một loài bọ cánh cứng trong họ Chrysomelidae. Loài này được Waltl miêu tả khoa học năm 1839.